# Áslaug Arna Sigurbjörnsdóttir

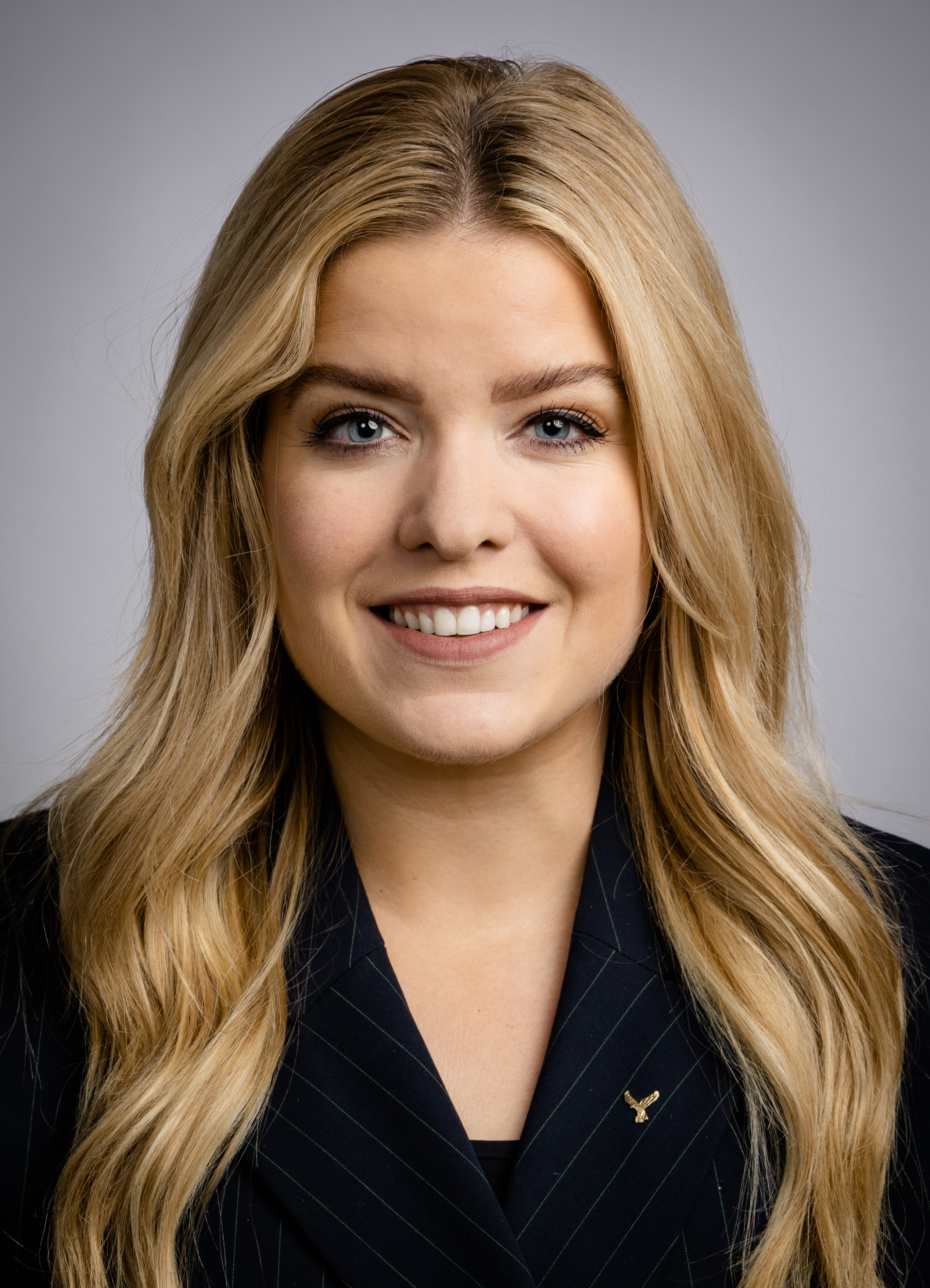
Áslaug Arna Sigurbjörnsdóttir, 2021

Áslaug Arna Sigurbjörnsdóttir (* 30. November 1990 in Reykjavík) ist eine isländische Politikerin der Unabhängigkeitspartei. Sie war vom 28. November 2021 bis zum 21. Dezember 2024 Ministerin für Hochschulbildung, Industrie und Innovation, nachdem sie seit dem 6. September 2019 Justizministerin Islands war. Dem isländischen Parlament Althing gehört sie seit 2016 an.

## Leben
Áslaug Arna hat einen Master in Rechtswissenschaft von der Universität Island (2017) und arbeitete von 2011 bis 2013 als Journalistin bei der isländischen Tageszeitung Morgunblaðið. Von 2014 bis 2015 war sie als Polizistin in der Region Suðurland tätig und seit 2015 als Generalsekretärin der Unabhängigkeitspartei. Seit 2011 gehört sie dem Vorstand des Verbands junger Mitglieder der Unabhängigkeitspartei an.
Seit der isländischen Parlamentswahl vom 29. Oktober 2016 ist Áslaug Arna Abgeordnete des isländischen Parlaments Althing für den Wahlkreis Reykjavík-Nord. Von 2017 bis 2019 war sie Vorsitzende der isländischen Delegation in der Interparlamentarischen Union. 2017 war sie auch Vorsitzende  der isländischen Delegation in der Parlamentarischen Versammlung der NATO.
Am 6. September 2019 übernahm sie das Amt der isländischen Justizministerin, das seit dem Rücktritt von Sigríður Á. Andersen im März 2019 vorübergehend Þórdís Kolbrún R. Gylfadóttir bekleidet hatte. Áslaug Arna Sigurbjörnsdóttir war damit nach Eysteinn Jónsson, der 1934 im Alter von 27 Jahren Finanzminister wurde, die zweitjüngste Ministerin in der isländischen Geschichte. Im Kabinett Katrín Jakobsdóttir II, das am 28. November 2021 als Fortführung der bestehenden Koalition gebildet wurde, wurden die Ministerien teilweise restrukturiert und umbenannt und die Ministerposten neu vergeben. Áslaug Arna Sigurbjörnsdóttir war seither Ministerin für Hochschulbildung, Industrie und Innovation (ursprünglich angekündigt als Wissenschaft, Industrie und Innovation). Im am 21. Dezember 2024 gebildeten Kabinett Kristrún Frostadóttir wurde das Ministerium erneut verändert; der Nachfolger von Áslaug Arna im nunmehrigen Ministerium für Kultur, Innovation und Hochschulbildung ist Logi Einarsson.